# John A. Gotti
John Angelo Gotti (14 de febrero de 1964) es un exmafioso estadounidense que fue jefe en funciones de la familia criminal Gambino entre 1992 y 1999. Gotti se convirtió en el jefe en funciones cuando el jefe de la familia, su padre John Gotti, fue enviado a prisión. Gotti hijo fue enviado a prisión por racketeering en 1999, y entre 2004 y 2009 fue acusado en cuatro juicios por racketeering, cada uno de los cuales terminó en nulidad. En enero del 2010, fiscales federales anunciaron que no seguirían investigando a Gotti por esos cargos.

## Primeros años
Gotti nació en el borough de Queens en Nueva York el 14 de febrero de 1964, hijo del mafioso ítalo estadounidense John Gotti y de Victoria DiGiorgio Gotti, cuyo padre era de ascendencia italiana y cuya madre era de ascendencia mitad italiana y mitad rusa. Gotti vivió en una casa de dos pisos en Howard Beach, Nueva York, con sus cuatro hermanos, que incluían sus hermanas Victoria Gotti, y Angel, y sus hermanos Frank y Peter. Angelo Ruggiero fue su padrino a quien él y sus hermanos consideraban un tío. Gotti asistió a la Academia Militar de Nueva York en su juventud.
Luego de graduarse de la escuela, su padre lo ayudó a iniciar un negocio de camiones, Samson Trucking Company, y luego cuando el negocio fracasó, lo ayudó a obtener una posición en el sindicato de carpinteros.

## Liderazgo de la familia criminal Gambino
Según los fiscales federales, Gotti fue introducido a la familia criminal Gambino en la Nochebuena de 1988. Según su compañero mafioso Michael DiLeonardo quien fue introducido la misma noche, Sammy Gravano presidió la ceremonia para evitar que Gotti sea acusado de nepotismo. Fue nombrado caporegime (capitán) en 1990, y se cree que fue el capo más joven en la historia de la familia Gambino.
En abril de 1992, su padre John J. Gotti, recibió una sentencia a cadena perpetua por racketeering y otras ofensas relacionadas. Su padre ejerció su prerrogativa de retener su título como jefe hasta su muerte o retiro, con su hermano Peter y su hijo John Jr. emitiendo órdenes en su nombre.
Recordando la forma cómo su padre fue capturado por micrófonos escondidos del FBI, Gotti adoptó una forma secreta de hacer negocios. Discutía los negocios de la familia en "caminatas" o conversaciones llevadas a cabo mientras caminaba junto con capitanes de su confianza. El también intentaba pasar como un hombre de negocios legítimo. Sin embargo, varios de sus subordinados no lo tenían en consideración, pensando que era incompetente. No fue tan buen negociador como su padre y los Gambino perdieron varias disputas con otras familias. La familia Genovese estaba tan poco impresionada con Gotti que se negó a tratar con él en absoluto. En 1995, Charles Carneglia y John Alite fueron involucrados en una gran conspiración para asesinar a Gotti.
En una búsqueda en 1997 del sótano de una propiedad de Gotti, el FBI encontró una lista mecanografiada de los nombres de los miembros "hechos" de su organización así como $348,700 en efectivo, una lista de los invitados que asistieron a su boda, junto con el costo en dólares de sus regalos de bodas (que sumaban más de $350,000), y dos pistolas. También encontraron una lista de varios hombres que fueron introducidos a otras familias entre 1991 y 1992; una antigua regla en la mafia neoyorquina señala que los posibles miembros a ser introducidos por alguna familia pueden ser vetados por las otras antes de ser introducidos. Sin embargo, normalmente estas listas son destruidas tan pronto como las introducciones se realizan. El descubrimiento enojó al padre de Gotti así como a los otros jefes ya que puso a docenas de mafiosos en riesgo de la búsqueda por parte del gobierno. El episodio hizo que se le diera el apodo de "Dumbfella" en la prensa neoyorquina.

## Cargos de racketeering de 1999
Para 1998, cuando fue acusado de cargos de racketeering bajo la Ley RICO, se pensó que Gotti Jr. era el jefe en funciones de la familia. Muchas de las acusaciones relacionadas con intentos de extorsionar dinero de los propietarios y empleados de Scores, un club de entretenimiento para adultos de alto nivel en Manhattan. Según la acusación, los Gambino habían forzado a los dueños del local a pagarles un millón de dólares en un periodo de seis años para mantenerse en el negocio siendo que el monto que le correspondía a Gotti sería de $100,000. Además de las listas obtenidas en la redada de 1997, los fiscales obtuvieron transcripciones de conversaciones en prisión en las que Gotti Jr. recibió consejo de su padre sobre cómo manejar la familia. El 5 de abril de 1999, ante la enorme evidencia, Gotti Jr. se declaró culpable de cuatro cargos de racketeering, incluyendo soborno, extorsión y amenaza de violencia. Todo esto contra el consejo de su padre. Su abogado dijo que decidió aceptar un acuerdo de colaboración premiada porque creyó que podría ser objeto de varias investigaciones en distintas jurisdicciones si no lo aceptaba. El 4 de septiembre de 1999, Gotti Jr. fue sentenciado a seis años y cinco meses de prisión y multado con un millón de dólares. Los fiscales federales dijeron que su tío Peter Gotti, se convirtió en la cabeza de la organización Gambino luego de que Gotti Jr. fue enviado a prisión, y se cré que sucedió formalmente a su hermano poco después de la muerte de Gotti Sr. en junio del 2002. La acusación contra Gotti Jr. había llevado tensión al matrimonio de sus padres. Su madre, que hasta ese punto no tenía conocimiento del involucramiento de su hijo en las actividades de la Mafia, culpó a su esposo por arruinar la vida de su hijo y lo amenazó con dejarlo a menos que permitiera que Gotti Jr. abandonara la mafia.

## Cargos de racketeering y secuestro del 2004
El 2004, meses antes de que fuera liberado de prisión, Gotti fue acusado de 11 cargos de racketeering que incluían un supuesto plan de secuestrar a Curtis Sliwa, el fundador de los Guardian Angels, así como fraude, extorsión y usura. Sliwa era el anfitrión de un show de conversación en la radio WABC y supuestamente había enojado a la familia al denunciar al ya mayor Gotti padre como el "Enemigo Púbico N° 1" en su show. Durante el juicio, dos ex asociados, Michael DiLeonardo y Joseph D'Angelo, testificaron contra Gotti. A través de su abogado Jeffrey Lichtman, Gotti admitió que había estado involucrado en la familia criminal Gambino desde los años 1990 e incluso encabezó la organización luego de que su padre fue enviado a prisión en 1992, pero dijo que había abandonado la vida criminal luego de su arresto en 1999. Tres jurados eventualmente no continuaron con los cargos, el último en el 2006, y los fiscales federales decidieron no perseguir un cuarto juicio.

## Cargos de racketeering del 2008
En agosto del 2008, Gotti fue arrestado y acusado de racketeering y conspiración para cometer asesinato en Florida. Los cargos provenían de una supuesta red de tráfico de drogas operada por Gotti junto con el antiguo asociado que se hizo testigo del gobierno John Alite, y con los asesinatos de George Grosso en 1988, Louis DiBono en 1990 y Bruce John Gotterup en 1991. Los fiscales afirmaron que la red distribuyó por lo menos cinco kilogramos de cocaína a fines de los años 1980 e inicios de los años 1990. El juicio a Gotti fue luego trasladado a Nueva York, donde se declaró no culpable y los trámites iniciaron en septiembre del 2009.
En enero del 2008, Alite se declaró culpable de dos asesinatos, cuatro conspiraciones para cometer asesinato y al menos ocho tiroteos y dos tentativas de tiroteos así como invasiones con arma a casas y robos armados en Nueva York, Nueva Jersey, Pensilvania y Florida, derivados de su supuesto involucramiento en una pandilla Gambino en Tampa, Florida. Alite aceptó testificar en el juicio del ejecutor de la familia Gambino Charles Carneglia, quien fue declarado culpable de cuatro asesinatos y condenado a cadena perpetua. Luego sirvió como un testigo clave de la fiscalía en el caso contra Gotti.
Durante el juicio, Gotti supuestamente amenazó a Alite al decir en voz baja "I'll kill you" (en español: "Te voy a matar"), y se comprometió en una discusión a gritos con su antiguo asociado. Luego del incidente, Victoria Gotti contó al New York Daily News que Alite era "un mentiroso patológico, una rata atrapada en una trampa proverbial, atrapado en sus propias mentiras ..." Alite testificó que Gotti era responsable por al menos ocho asesinatos, entre otros crímenes.
El 1 de diciembre del 2009, los 12 jurados anunciaron que no lograr alcanzar un veredicto unánime de todos los cargos y el juez declaró la nulidad del juicio. Luego del juicio, los jurados dijeron que ellos no habían encontrado creíbles a los testigos, particularmente a Alite. Uno de los jurados dijo "deberían detener esto ahora - es ridículo," mientras otro dijo, "Es abusivo. Casi se está convirtiendo en una burla." Gotti, registrado en la Agencia Federal de Prisiones con el número # 00632-748, fue liberado el 1 de diciembre del 2009. Luego del cuarto juicio nulo de Gotti, los fiscales federales indicaron que no buscarían un nuevo juicio contra Gotti. En enero del 2010, el gobierno decidió no perseguir más cargos contra Gotti.
Gotti Jr. mantiene que él ya no pertenece a la familia Gambino, y en una entrevista del 2015 con el New York Daily News, Gotti negó las versiones que señalan que él fue un informante, afirmando que el sí entregó información al FBI pero que fue información falsa que no llevó a ninguna acusación.
En noviembre del 2013, Gotti fue acuchillado mientras intervenía en una pelea en Syosset, Nueva York.

## Vida personal
En 1990, Gotti se casó con Kimberly Albanese. Tienen seis hijos y viven en Oyster Bay Cove en la orilla norte de Long Island. Su hijo, John Gotti III, es luchador profesional de Artes marciales mixtas.
Gotti escribió un libro el 2015, Shadow of My Father.

## Película biográfica
En septiembre del 2010, Fiore Films anunció que había adquirido los derechos de Gotti para producir una película sobre su vida, en particular su relación con su padre. Según Variety, varios productores habían expresado interés pero Gotti escogió a Fiore, una productora pequeña y recientemente creada. La película, tentativamente titulada Gotti: in the Shadow of My Father, iba a ser dirigida por Barry Levinson. John Travolta fue elegido para protagonizarla como el padre de Gotti, y la esposa de Travolta, Kelly Preston, actuó como su esposa en la pantalla, Victoria Gotti. Junior Gotti fue interpretardo por Spencer Lofranco. La producción de la película eventualmente perdió a Barry Levinson. El 25 de julio del 2016, empezó la fotografía principal de la película ya renombrada como Gotti with Kevin Connolly como director. La película fue publicada el 15 de junio del 2018. El 9 de junio del 2018, la miniserie documental de televisión, Gotti: Godfather and Son fue emitida.